# Margerita Trombini-Kazuro

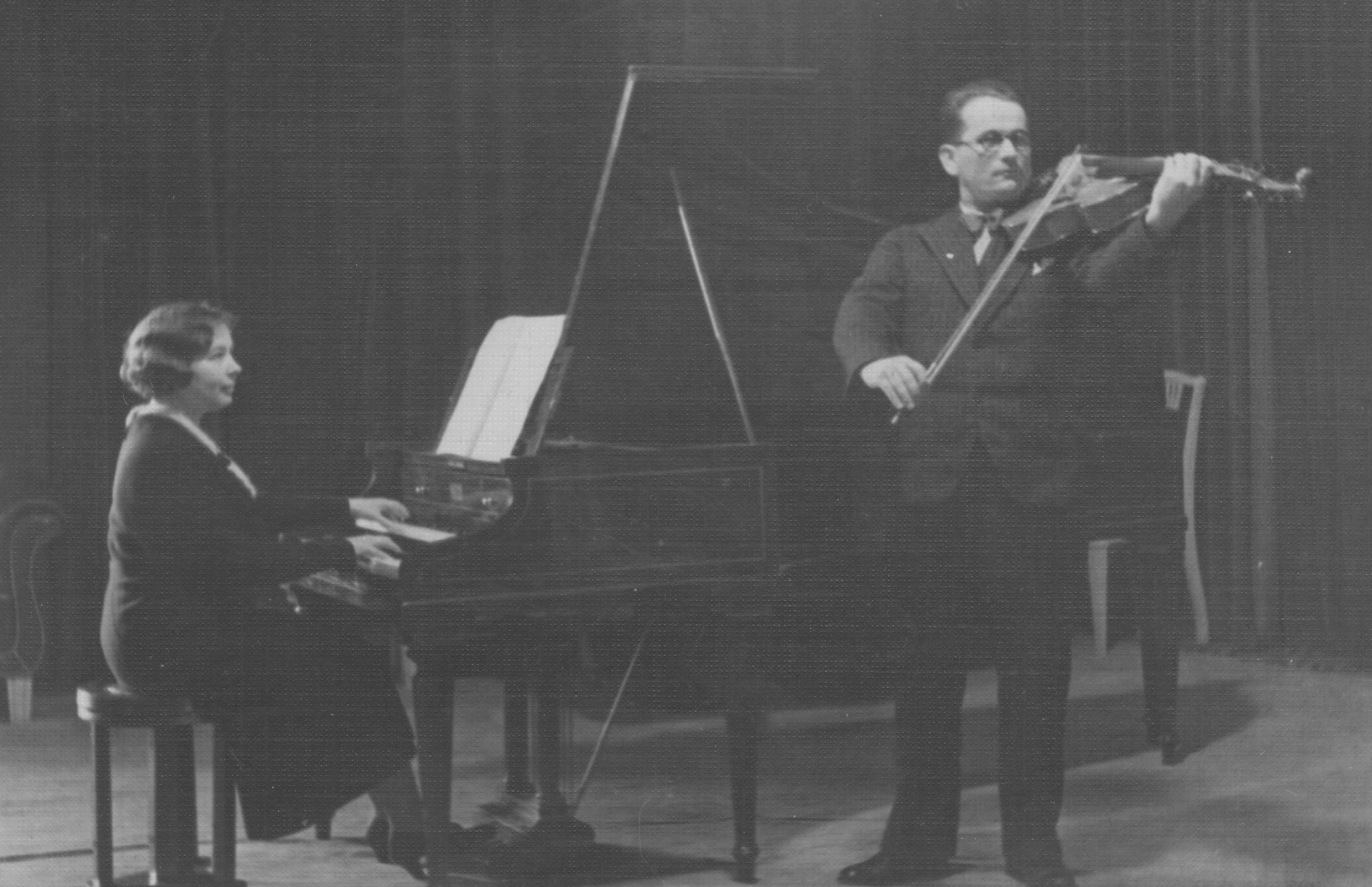
Koncert w Poznaniu (1935) Margerita Trombini-Kazuro (klawesyn) i Jan Rakowski (viola d`amore)

Margerita Trombini-Kazuro (ur. 19 listopada 1891 w Warszawie, zm. 1 stycznia 1979 tamże) – polska pianistka, klawesynistka, pedagog muzyczny. 

## Życiorys
Była córką osiadłego w Warszawie Włocha, Cesare Trombiniego (1839–1898), dyrygenta, skrzypka, nauczyciela śpiewu, pierwszego kapelmistrza Opery Warszawskiej, i Emilii Dąbrowskiej (1855–1941), śpiewaczki. Grę na fortepianie i klawesynie studiowała w Warszawie u Rudolfa Strobla, Henryka Melcera i Egona Petriego, w rzymskiej Akademii Św. Cecylii u Giovanniego Sgambatiego, w Berlinie u Wilhelma Kempffa, w Paryżu u Wandy Landowskiej. Debiutowała jako pianistka w 5 czerwca 1911 roku w Rzymie. Koncertowała w wielu krajach, m.in. we Włoszech, Francji, Niemczech, Finlandii, Norwegii i na Węgrzech. Od roku 1919 była wykładowcą Konserwatorium Warszawskiego.  
W czasie II wojny światowej uczyła w tajnym konserwatorium w Warszawie. 
Od 1945 była pedagogiem w Państwowej Wyższej Szkoły Muzycznej w Warszawie, w latach 1957–1964 kierowała II Katedrą Fortepianu. Do jej uczniów należeli m.in. Andrzej Wąsowski, Barbara Hesse-Bukowska, Miłosz Magin, Kazimierz Gierżod, Andrzej Ratusiński, Tomasz Kiesewetter i Szabolcs Esztényi. 
Była członkiem jury wielu Międzynarodowych Konkursów Pianistycznych im. Fryderyka Chopina a także Viotti International Music Competition. W 1950 roku otrzymała Państwową Nagrodę Artystyczną I stopnia (zespołową) za przygotowanie kandydatów do IV Międzynarodowego Konkursu im. Chopina.
Zmarła w Warszawie, pochowana obok męża na cmentarzu Wojskowym na Powązkach (kwatera II B 28-13-21).

## Życie prywatne
Była żoną Stanisława Kazury (1881–1961), profesora i rektora Konserwatorium Warszawskiego.

## Ordery i odznaczenia
- Order Sztandaru Pracy II klasy (1959)
- Krzyż Oficerski Orderu Odrodzenia Polski (28 kwietnia 1955)[7]
- Złoty Krzyż Zasługi (22 lipca 1952)[8]
- Medal 10-lecia Polski Ludowej (19 stycznia 1955)[9]
- Medal Komisji Edukacji Narodowej[2]
- Odznaka tytułu honorowego „Zasłużony Nauczyciel PRL” (1973)
- Odznaka „Zasłużony Działacz Kultury”[2]